# Giovanni Mezzani
Giovanni Mezzani (Pistoia, 28 dicembre 1952) è un ex tiratore a segno italiano.

## Biografia
Nato nel 1952 a Pistoia, ma originario di Agliana, era tesserato per il TSN pistoiese. Nel 1970 ha vinto l'argento nella carabina 50 m a terra agli Europei juniores di Wiesbaden, in Germania Ovest, con 590 punti.
A 19 anni ha partecipato ai Giochi olimpici di Monaco di Baviera 1972, nel bersaglio mobile 50 m, chiudendo al 10º posto con 548 punti.
Nel 1975 ha ottenuto la prima medaglia a livello internazionale, portandosi a casa un bronzo nel bersaglio mobile 50 m ai Mondiali di tiro al bersaglio mobile di Monaco di Baviera, in Germania Ovest, terminando con 569 punti dietro al sovietico Valerij Postojanov e al colombiano Helmut Bellingrodt.
L'anno successivo, a 23 anni, ha preso di nuovo parte ai Giochi, quelli di Montréal 1976, ancora nel bersaglio mobile 50 m, arrivando 18º con 550 punti.
Ai Mondiali di Seul 1978, in Corea del Sud, è stato campione iridato sia nella gara individuale che in quella a squadre del bersaglio mobile misto 50 m, nel primo caso imponendosi con 387 punti davanti al tedesco occidentale Günther Danne e al connazionale Ezio Cini, nel secondo vincendo con 1512 punti insieme allo stesso Ezio Cini e a Italo Mari e Fiorenzo Zanella su Germania Ovest e Finlandia.
Due anni dopo, a 27 anni, ha partecipato per la terza volta alle Olimpiadi, Mosca 1980, sempre nel bersaglio mobile 50 m, piazzandosi settimo con 582 punti.
A 31 anni, infine, ha preso parte ai suoi quarti Giochi olimpici, Los Angeles 1984, di nuovo nel bersaglio mobile 50 m, chiudendo 14º con 570 punti.
Ai Mondiali è stato anche ottavo nella gara maschile di bersaglio mobile 50 m con 566 punti a Berna 1974, in Svizzera, e sesto a Seul 1978 con 563 punti, mentre agli Europei quarto con 571 punti a Suhl 1978, in Germania Est, e sesto con 584 punti a Miskolc 1981, in Ungheria, nella gara maschile di bersaglio mobile 50 m, oltre che quarto a Osijek 1985, in Jugoslavia, in quella mista, con 393 punti.
Campione italiano assoluto per 10 volte, è stato poi militare dello Stato maggiore dell'Esercito italiano.

## Palmarès

### Campionati mondiali
- 3 medaglie:
  - 2 ori (Bersaglio mobile misto 50 m a Seul 1978, bersaglio mobile misto 50 m a squadre a Seul 1978)
  - 1 bronzo (Bersaglio mobile 50 m a Monaco di Baviera 1975)

### Campionati europei juniores
- 1 medaglia:
  - 1 argento (Carabina 50 m a terra a Wiesbaden 1970)